# شادایل بیتشیابو
شادایل بیتشیابو (انگلیسی: El Chadaille Bitshiabu؛ زادهٔ ۱۶ مهٔ ۲۰۰۵) بازیکن فوتبال اهل فرانسه است که در پست مدافع برای باشگاه فوتبال لایپزیگ در  بوندس‌لیگا بازی می‌کند.
وی همچنین در تیم‌های ملی فوتبال زیر ۱۷ سال فرانسه، زیر ۱۸ سال فرانسه، و زیر ۱۹ سال فرانسه بازی کرده‌است.